# Ronde van Vlaanderen 2004
De 88ste editie van de Ronde van Vlaanderen werd verreden op zondag 4 april 2004 over een afstand van 242 km van Brugge naar Meerbeke. De gemiddelde uursnelheid van de winnaar was 38,647 km/h. Van de 197 vertrekkers bereikten er 125 de aankomst.

## Koersverloop
Ondanks een val eerder in de koers trok Steffen Wesemann ervandoor op de Muur van Geraardsbergen samen met Dave Bruylandts en Leif Hoste. Ondanks de achtervolging van een groepje met onder meer Erik Dekker, Léon van Bon en Andreas Klier bleven zij voorop. In Meerbeke won Wesemann het in de sprint nadat Hoste een late uitval van Bruylandts ongedaan had gemaakt.

## Hellingen
| - Groteberge - Rekelberg - Molenberg - Wolvenberg - Oude Kwaremont - Paterberg | - Koppenberg - Steenbeekdries - Taaienberg - Eikenberg - Boigneberg - Het Foreest | - Steenberg - Leberg - Berendries - Tenbosse - Muur-Kapelmuur - Bosberg |

## Uitslag mannen
| Rang | Renner           | Land             | Ploeg                            | Tijd     |
| ---- | ---------------- | ---------------- | -------------------------------- | -------- |
| 1    | Steffen Wesemann | Duitsland        | T-Mobile Team                    | 6h39'00" |
| 2    | Leif Hoste       | België           | Lotto-Domo                       | z.t.     |
| 3    | Dave Bruylandts  | België           | Chocolade Jacques-Wincor-Nixdorf | z.t.     |
| 4    | Léon van Bon     | Nederland        | Lotto-Domo                       | op 28"   |
| 5    | Erik Dekker      | Nederland        | Rabobank                         | z.t.     |
| 6    | Andreas Klier    | Duitsland        | T-Mobile Team                    | z.t.     |
| 7    | Rolf Aldag       | Duitsland        | T-Mobile Team                    | op 1'09" |
| 8    | Frank Høj        | Denemarken       | Team CSC                         | op 1'16" |
| 9    | Paolo Bettini    | Italië           | Quick Step-Davitamon             | z.t.     |
| 10   | George Hincapie  | Verenigde Staten | US Postal - Berry Floor          | z.t.     |

## Uitslag vrouwen
De vrouwenwedstrijd maakte in 2004 voor het eerst deel uit van de strijd om de UCI Road Women World Cup, en ging over een afstand van 94 kilometer. Het was de vierde wedstrijd in de cyclus, die in totaal over negen wedstrijden ging.
| Ronde van Vlaanderen 2004 (94 km) |                    |                                |          |
| Plaats                            | Naam               | Ploeg                          | Tijd     |
| Winnaar                           | Zoulfia Zabirova   | Let's Go Finland               | 2u26'00" |
| 2                                 | Trixi Worrack      | Nürnberger Versicherung        | +00' 04" |
| 3                                 | Leontien Zijlaard  | Team Farm Frites-Hartol        | z.t.     |
| 4                                 | Mirjam Melchers    | Team Farm Frites-Hartol        | +00' 07" |
| 5                                 | Olga Slioesareva   | Nobili Rubinetterie-Guerciotti | +01' 20" |
| 6                                 | Alison Wright      | Nobili Rubinetterie-Guerciotti | z.t.     |
| 7                                 | Loes Gunnewijk     | Vrienden Van Het Platteland    | z.t.     |
| 8                                 | Oenone Wood        |                                | z.t.     |
| 9                                 | Joanne Kiesanowski |                                | z.t.     |
| 10                                | Annette Beutler    | Lietzsport Cycling             | z.t.     |

| Stand UCI Road Women World Cup 2004 |                    |                                |        |
| Plaats                              | Naam               | Ploeg                          | Punten |
| Gouden trui                         | Oenone Wood        |                                | 178    |
| 2                                   | Zoulfia Zabirova   | Let's Go Finland               | 150    |
| 3                                   | Mirjam Melchers    | Team Farm Frites-Hartol        | 115    |
| 4                                   | Angela Brodtka     |                                | 79     |
| 5                                   | Alison Wright      | Nobili Rubinetterie-Guerciotti | 71     |
| 6                                   | Petra Rossner      | Nürnberger Versicherung        | 68     |
| 7                                   | Joanne Kiesanowski |                                | 58     |
| 8                                   | Rochelle Gilmore   | Team SATS                      | 57     |
| 9                                   | Priska Doppman     |                                | 57     |
| 10                                  | Trixi Worrack      | Nürnberger Versicherung        | 50     |

1913 · 
1914 · 
1915 · 
1916 · 
1917 · 
1918 · 
1919 · 
1920 · 
1921 · 
1922 · 
1923 · 
1924 · 
1925 · 
1926 · 
1927 · 
1928 · 
1929 · 
1930 · 
1931 · 
1932 · 
1933 · 
1934 · 
1935 · 
1936 · 
1937 · 
1938 · 
1939 · 
1940 · 
1941 · 
1942 · 
1943 · 
1944 · 
1945 · 
1946 · 
1947 · 
1948 · 
1949 · 
1950 · 
1951 · 
1952 · 
1953 · 
1954 · 
1955 · 
1956 · 
1957 · 
1958 · 
1959 · 
1960 · 
1961 · 
1962 · 
1963 · 
1964 · 
1965 · 
1966 · 
1967 · 
1968 · 
1969 · 
1970 · 
1971 · 
1972 · 
1973 · 
1974 · 
1975 · 
1976 · 
1977 · 
1978 · 
1979 · 
1980 · 
1981 · 
1982 · 
1983 · 
1984 · 
1985 · 
1986 · 
1987 · 
1988 · 
1989 · 
1990 · 
1991 · 
1992 · 
1993 · 
1994 · 
1995 · 
1996 · 
1997 · 
1998 · 
1999 · 
2000 · 
2001 · 
2002 · 
2003 · 
2004 · 
2005 · 
2006 · 
2007 · 
2008 · 
2009 · 
2010 · 
2011 · 
2012 · 
2013 · 
2014 · 
2015 · 
2016 · 
2017 · 
2018 · 
2019 · 
2020 · 
2021 · 
2022 · 
2023 · 
2024
Lijst van beklimmingen